# Max Dauthendey

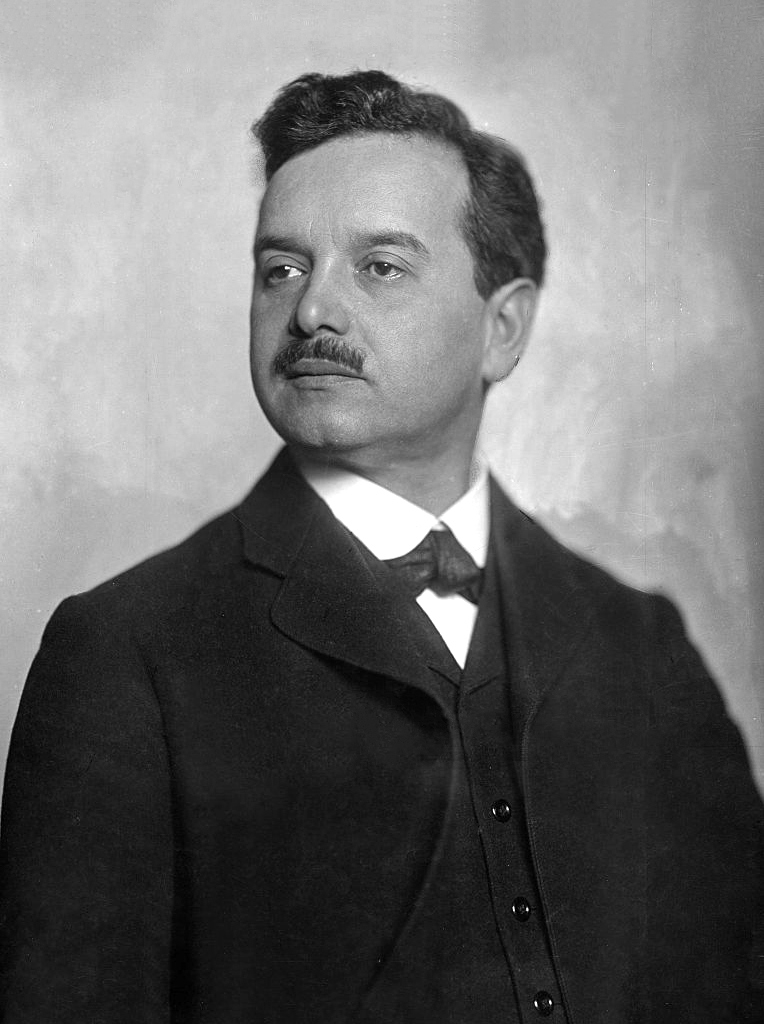
Max Dauthendey

Max Dauthendey, född 1867, död 1918, var en tysk författare. Han var bror till författaren Elisabeth Dautendey.
Dauthendey debuterade med diktsamlingen Ultraviolett (1893), som 1905 följdes av Die ewige Hochzeit och Der brennende Kalender. Impressionistiskt stämningsmåleri, rikt på sinnesanalogier präglar dessa arbeten liksom det poetiska Die geflügelte Erde (1910). I sina senare prosaalster ägnade sig Dauthendey med förkärlek åt exotiska motiv, bland annat i Die acht Gesichter am Biwasee (1911). Bland övriga verk märks hans självbiografiska Der Geist meines Vaters (1912) samt Gedankengut aus meinen Wanderjahren (två band, 1913). Dauthendey dog på Java, där han överraskades av första världskrigets utbrott och sedan måste kvarstanna. Dauthedeys Gesammelte Werke utgavs i sex band 1925.

## På svenska
- Asiens själ: noveller (översättning Gunhild Tegen, Lindblad, 1933)
- Koster, "Lycksalighetens ö" (anonym översättning?, Strömstad: Norra Bohusläns tr., 1939)

Theodor Tufvessons första diktsamlingar innehåller tolkningar av Max Dauthendey-dikter.